# Fernando Grande-Marlaska
Fernando Grande-Marlaska Gómez (ur. 26 lipca 1962 w Bilbao) – hiszpański i baskijski prawnik oraz polityk, sędzia, prezes izby karnej w Audiencia Nacional (2012–2018), od 2018 minister spraw wewnętrznych.

## Życiorys
Z wykształcenia prawnik, absolwent Universidad de Deusto (1985). Trzy lata później uzyskał uprawnienia sędziego i zaczął orzekać w sądzie w miejscowości Santoña. W 1999 awansował do sądu prowincji (Audiencia Provincial de Vizcaya). W 2003 przeniósł się do Madrytu, w następnym roku otrzymał nominację do Audiencia Nacional (krajowego sądu karnego i administracyjnego). W 2012 został prezesem izby karnej w tej instytucji, a w 2013 zasiadł w Radzie Głównej Władzy Sądowniczej.
W trakcie swojej działalności orzeczniczej zyskał rozpoznawalność dzięki prowadzonym postępowaniem przeciwko terrorystom z ETA. Organizacja ta, według ujawnionych w 2008 informacji, planowała zorganizowanie zamachu na jego życie.
W czerwcu 2018 Fernando Grande-Marlaska objął stanowisko ministra spraw wewnętrznych w nowo powołanym rządzie Pedra Sáncheza. Pozostawał na tym stanowisku również w powołanym w styczniu 2020 drugim gabinecie dotychczasowego premiera oraz w utworzonym w listopadzie 2023 jego trzecim rządzie.
W wyborach w kwietniu 2019, listopadzie 2019 i 2023 z listy Hiszpańskiej Socjalistycznej Partii Robotniczej uzyskiwał mandat posła do Kongresu Deputowanych.

## Odznaczenia
- Krzyż Wielkiego Oficera Orderu Gwiazdy Rumunii (Rumunia, 2023)[11]